# Banco della Piazza di Rialto
Banco della Piazza di Rialto kort Banco di Rialto var en statlig venetiansk girobank, grundad 1587.
Sedan en ny statsbank år 1619 inrättats i Venedig, Banco del Giro, vilken ägde bestånd till år 1806, upphörde snart Banco di Rialto.